# Митковљево острво
Митковљево острво (енгл. Mitkof Island) је острво САД које припада савезној држави Аљасци. Површина острва износи 546 ². Према попису из 2000. на острву су живела 3364 становника.